# Da Vinci (tạp chí)
Da Vinci (ダ・ヴィンチ Da Vinci) là một tạp chí hàng tháng về những cuốn sách được xuất bản bởi Kadokawa Corporation, ra mắt lần đầu vào năm 1994 bởi Recruit Co. Nhà xuất bản đầu tiên là Kimura Yoshio, tổng biên tập là Nagazono Yasuhiro và giám đốc nghệ thuật là Ichikawa Toshiaki.

## Tổng quan
Da Vinci là tạp chí thông tin sách giới thiệu các ấn phẩm mới, đầu sách nổi tiếng và truyện tranh. Tạp chí cũng có các bài tiểu luận của những người nổi tiếng, các cuộc phỏng vấn và đối thoại, các đặc điểm đặc biệt về mối quan hệ giữa thế giới và sách từ một góc nhìn mới, và nhiều thông tin về sách bìa mềm mới, sách mới và truyện tranh mới. Nó cũng bao gồm thông tin về việc tiếp cận các tác giả để ký tặng sách.
- Mặc dù là một tạp chí văn học nhưng nó hướng đến văn hóa nhóm, tích cực giới thiệu không chỉ tiểu thuyết nói chung mà còn cả manga và tiểu thuyết ngắn.[2][3]
- Các trang bìa chủ yếu được mô phỏng theo các diễn viên trẻ, nhạc sĩ và người nổi tiếng, mỗi người đều cầm cuốn sách mà họ thích nhất.[4]
- Đây là tạp chí đã tạo ra thể loại tiểu luận truyện tranh. Tạp chí đã chọn Ohtagaki Haruko và Oguri Saori, để tạo ra một cuốn sách bán chạy nhất, và "Manga Essay Theater" ra đời từ đó.[5][6]

Da Vinci trước đây thuộc quyền sở hữu của Media Factory. Kadokawa đã mua lại Media Factory kể từ tháng 10 năm 2013.

## Giải thưởng Văn học Da Vinci
Giải thưởng Văn học Da Vinci là giải thưởng văn học dành cho người mới do tạp chí "Da Vinci" của Media Factory (nay là KADOKAWA) trao tặng, giải thưởng này chấp nhận các tác phẩm từ 100 đến 200 trang bản thảo 400 ký tự. Mọi thể loại tác phẩm đều được chấp nhận. Người chiến thắng nhận được giải thưởng bằng tiền mặt trị giá một triệu yên và tác phẩm chiến thắng (hoặc một bộ sưu tập các tác phẩm bao gồm tác phẩm đoạt giải) được xuất bản bởi Media Factory (nay là KADOKAWA).
Ngoài Giải thưởng lớn, giải thưởng tiền mặt là 200.000 yên cho Giải Xuất sắc và Giải thưởng Độc giả, và 100.000 yên cho Giải thưởng Đặc biệt của Tổng biên tập.
Cuộc thi này kết thúc với lần thứ 7 vào năm 2012, và Giải thưởng lớn Da Vinci "Câu chuyện về sách (Story of Books)" được thành lập như một giải thưởng kế thừa, giới hạn nội dung trong những câu chuyện liên quan đến sách.
| Năm  | Giải thưởng                      | Tác phẩm đoạt giải                                                                               | Tác giả             |
| ---- | -------------------------------- | ------------------------------------------------------------------------------------------------ | ------------------- |
| 2006 | Giải thưởng lớn                  | Yo-chan's Night. (「ようちゃんの夜」 Yō-chan no yoru)                                            | Maekawa Azusa       |
| 2006 | Giải Xuất xắc                    | Go, HOME                                                                                         | Natsumizu Tachibana |
| 2006 | Giải Xuất xắc                    | But Beautiful                                                                                    | Sawaki Mahiro       |
| 2006 | Giải Đặc biệt của Biên tập viên  | POKKA POKKA                                                                                      | Nakagawa Mitsuru    |
| 2007 | Giải thưởng lớn                  | Rabbit Bread (うさぎパン Usagi pan)                                                              | Takiwa Asako        |
| 2007 | Giải Xuất xắc                    | Yamashita Batting Center (山下バッティングセンター Yamashita battingusentā)                      | Sogabe Atsushi      |
| 2007 | Giải Đặc biệt của Biên tập viên  | FISH IN THE SKY                                                                                  | Okamoto Ao          |
| 2008 | Giải thưởng lớn                  | Map Man (地図男 Chizu otoko)                                                                     | Shindo Junjo        |
| 2008 | Giải thưởng do Độc giả bình chọn | Morning Glory Morning (朝顔の朝)                                                                 | Tono Ririko         |
| 2008 | Giải Đặc biệt của Biên tập viên  | Yoshino Kita High School Library Committee (吉野北高校図書委員会 Yoshino Kita kōkō tosho iinkai) | Yamamoto Nagisa     |
| 2009 | Giải thưởng lớn                  | Burdock Kiyoko's Cat Soul (ゴボウ潔子の猫魂 Gobō Kiyoko no nekotamashī)                          | Akeno Kaeruko       |
| 2010 | Giải thưởng lớn                  | N/A                                                                                              | N/A                 |
| 2010 | Giải thưởng do Độc giả bình chọn | Get married (結婚せえ)                                                                           | Satonaka Tomonori   |
| 2011 | Giải thưởng lớn                  | Laugh (笑えよ Waraeyo)                                                                           | Kudo Mizuo          |
| 2012 | Giải thưởng lớn                  | N/A                                                                                              | N/A                 |

### Giải thưởng lớn "Câu truyện về sách" Da Vinci
Giải thưởng lớn "Câu chuyện về sách" Da Vinci (Câu chuyện có thật của Da Vinci) là sự kế thừa của Giải thưởng Văn học Da Vinci đã kết thúc ở lần thứ 7 vào năm 2012. Nó được ra mắt vào năm 2013, Giải thưởng được giới hạn cho "những câu chuyện liên quan đến sách" và chấp nhận các tác phẩm từ 250 đến 350 trang bản thảo 400 ký tự. Người chiến thắng sẽ nhận được giải thưởng tiền mặt trị giá một triệu yên và câu chuyện chiến thắng sẽ được xuất bản bởi Media Factory (nay là KADOKAWA). Ngoài ra còn có các giải xuất sắc, giải độc giả và giải đặc biệt. Lựa chọn cuối cùng không chỉ được thực hiện bởi bộ phận biên tập mà còn bởi 100 giám khảo là độc giả và nhân viên hiệu sách, khiến nó trở thành một giải thưởng văn học độc đáo trong phương thức lựa chọn của nó.
| Năm  | Giải thưởng                      | Tác phẩm đạt giải | Tác giả         |
| ---- | -------------------------------- | --- | --------------- |
| 2013 | Giải thưởng lớn                  | First love goes beyond the slope (初恋は坂道の先へ Hatsukoi wa sakamichi no saki e)                                           | Namiya Fujiishi |
| 2013 | Giải thưởng do Độc giả bình chọn | Iware Kita (イワレ奇譚) | Kada Yanagasawa |
| 2014 | Giải thưởng lớn                  | Bookstore with God Mahoroba no Natsu (裏道通り三番地、幻想まほろば屋書店 Uramichi-dōri san-banchi, gensō ma horoba-ya shoten) | Mihagi Senya    |
| 2015 | Giải thưởng lớn                  | N/A | N/A             |

## Giải thưởng Sách của năm Da Vinci
Sách của năm "Da Vinci" là bảng xếp hạng thường niên bắt đầu từ năm 2001 và đến nay đã bước sang năm thứ 21. Bảng xếp hạng này không chỉ đơn thuần dựa trên số lượng sách bán ra mà dựa trên bình chọn của những người "sành sỏi về sách" như nhà phê bình sách, nhân viên hiệu sách, khảo sát thành viên da Vinci và người đọc từ khắp nơi ở Nhật Bản. Mỗi năm có 4000-6000 người tham gia.
Theo Media Factory, bảng xếp hạng có mức độ tin cậy cao và ảnh hưởng của nó đang tăng lên hàng năm, vì các tựa sách đoạt giải thưởng lớn được dán nhãn là tựa sách đoạt giải trên bìa sách và trong các cửa hàng.
| Năm  | Giải thưởng                                       | Tác phẩm đạt giải                                                               |
| ---- | ------------------------------------------------- | ------------------------------------------------------------------------------- |
| 2011 | Cuốn sách của năm Thường niên Da Vinci lần thứ 11 | Prefectural Office Hospitality Division (県庁おもてなし課 Kenchō omotenashi-ka) |
| 2012 | Cuốn sách của năm Thường niên Da Vinci lần thứ 12 | Flying Public Relations Office (空飛ぶ広報室 Soratobu kōhō-shitsu)              |
| 2013 | Cuốn sách của năm Thường niên Da Vinci lần thứ 13 | Attack on Titan                                                                 |
| 2014 | Cuốn sách của năm Thường niên Da Vinci lần thứ 14 | Attack on Titan                                                                 |
| 2015 | Cuốn sách của năm Thường niên Da Vinci lần thứ 15 | Sư tử tháng 3                                                                   |
| 2016 | Cuốn sách của năm Thường niên Da Vinci lần thứ 16 | Sư tử tháng 3                                                                   |
| 2017 | Cuốn sách của năm Thường niên Da Vinci lần thứ 17 | Sư tử tháng 3                                                                   |
| 2018 | Cuốn sách của năm Thường niên Da Vinci lần thứ 18 | Thám tử lừng danh Conan                                                         |
| 2019 | Cuốn sách của năm Thường niên Da Vinci lần thứ 19 | Kingdom                                                                         |
| 2020 | Cuốn sách của năm Thường niên Da Vinci lần thứ 20 | Thanh gươm diệt quỷ                                                             |
| 2021 | Cuốn sách của năm Thường niên Da Vinci lần thứ 21 | Thanh gươm diệt quỷ                                                             |
| 2022 | Cuốn sách của năm Thường niên Da Vinci lần thứ 22 | Spy × Family                                                                    |

## Giải thưởng E-book Da Vinci
Giải thưởng Sách điện tử Da Vinci (ダ・ヴィンチ電子書籍アワード Da Vinci Densho Seitaisho) là giải thưởng truyền thông dành cho sách điện tử được thành lập vào năm 2011 bởi Media Factory Inc. (nay là KADOKAWA)
Kể từ năm 2012, nó được gọi là Giải thưởng Sách điện tử (E-book). Tất cả các đầu sách điện tử được phân phối trong năm đều đủ điều kiện. Người đoạt giải nhất sẽ nhận được giải thưởng tiền mặt trị giá một triệu yên.
Giải thưởng sách điện tử (E-book) được trao cho sách điện tử và truyện tranh điện tử ở tất cả các thể loại ngoại trừ các tựa sách dành cho người lớn được phân phối trong năm trước và dựa trên bảng xếp hạng sách bán chạy nhất dựa trên dữ liệu bán hàng hàng năm từ 21 nhà sách điện tử. Năm 2014 đánh dấu lần thứ tư giải thưởng này được tổ chức. Mục đích là để giữ cho sự bùng nổ của sách điện tử không bị suy giảm do đó những cuốn sách điện tử này giành được giải thưởng sách bán chạy nhất. Giải thưởng này dừng lại sau năm 2014.
Phương pháp bình chọn: Sách bán chạy nhất từ dữ liệu bán hàng hàng năm của các nhà sách điện tử, Bảng xếp hạng tổng hợp, Giải thưởng do độc giả dựa trên bình chọn của độc giả.
| Năm  | Giải thưởng lớn    | Giải thưởng văn học           | Giải thưởng sách       | Giải thưởng Manga  | Giải đặc biệt     | Giải thưởng do độc giả                                           |
| ---- | ------------------ | ----------------------------- | ---------------------- | ------------------ | ----------------- | ---------------------------------------------------------------- |
| 2011 | Marriage of Nukaka | Singing Whale                 | Elemental Picture Book | Sennen Gaho        | Appropriate Diary | Mom, read! Otoehon before good night-reading Japanese folk tales |
| 2012 | Ichiro Interviews  | Shuntaro Tanikawa's" Tanigawa | panologue vol.0        | Piyo-chan's Friend | Our Manga         | Introduction to Men's Style                                      |

| Năm  | Giải thưởng lớn     | Giải thưởng dành cho Tiểu thuyết | Giải thưởng Manga   | Giải thưởng dành cho Tiểu thuyết ngắn | Giải thưởng văn hóa               | Giải thưởng Sở thích                         | Giải thưởng dành cho sách Kinh doanh                  |
| ---- | ------------------- | -------------------------------- | ------------------- | ------------------------------------- | --------------------------------- | -------------------------------------------- | ----------------------------------------------------- |
| 2013 | Anh em phi hành gia | Reiko Himekawa Series            | Anh em phi hành gia | Campione                              | Is that so! Modern history        | A Woman Doctor's Guide to Real, Pleasant Sex | Steve Jobs (I & II)                                   |
| 2014 | Attack on Titan     | Our Bubble Group                 | Attack on Titan     | Ma vương đi làm!                      | Statistics is the strongest study | The magic of tidying up life                 | Zero I will add a small one to myself who has nothing |